# Гранадський емірат
Гранадський емірат (араб. مملكة غرناطة, ісп. Reino de Granada) — останнє ісламське державне утворення на території Піренейського півострова, завоювання якого іспанцями завершило процес християнської Реконкісти Піренейського півострова. Падіння Гранади, як і падіння Константинополя стало важливою подією в історії європейської державності.

## Історія

### Виникнення
Після смерті видатного Альмохадського повелителя Мухаммада ан-Насира (1214) у мусульманській частині Іберії почалася смута, яка призвела до розпаду держави Альмохадів. У 1224—1230 регіон був охоплений феодальною роздробленістю, утворювалися і знову розпадалися невеликі ворогуючі один з одним емірати — тайфи.
У місті Валенсія утворився емірат, який недовго проіснував (до 1228).
У Мурсії в 1228—1241 сформувався інший; його емір Ібн Худ 1229 досяг панування над більшою частиною мусульманської Іспанії.
У Ахоні був заснований третій емірат (1230), що виявився найбільш життєздатним. Його правитель, Мухаммад I аль-Галіб, опанував 1232 містом Хаен, а потім був визнаний в округах міст Баса, Гуадіс і Гранада. Саме у важкодоступній гірській Гранаді він встановив місцеперебування свого двору (1238) і заснував, таким чином, Гранадський емірат — останню мавританську державу на Піренейському півострові.

### Розквіт
Династія аль-Хамар привласнила собі ім'я Насрідів або насерітів (насарідів) від імені роду Бену-Наср, до якого належав аль-Хамар. Тим часом Кастилія захопила Кордову — головне місто мусульман півострова і кілька інших, більш дрібних опорних міст. Мухаммед-аль-Хамар змушений був поступитися християнам Хаенською тайфою (1246), а потім своїми військами допоміг їм завоювати мусульманську Севільську тайфу (1248). Натомість християни пообіцяли дати його домену спокій. Настало тривале перемир'я, Реконкіста вступила у повільну фазу. Таким чином, крім Гранадського емірату, у мусульман не залишилося володінь на півострові. Незначні за площею області на півдні Португалії (Алгарве) були незабаром анексовані Португальським королівством. Мусульманські райони Арагона, Валенсії і Балеарських островів також швидко опинилися під владою християн. У Гранадський емірат з різних місць тікали мусульмани. Усвідомлюючи втрату колишньої могутності, але як і раніше намагаючись вижити в умовах нового світового порядку, Гранадські еміри перейшли у васальну залежність від короля Кастилії і Леону — Фернандо III.

### Ослаблення
Ослабленню Гранадського емірату наприкінці XV століття сприяли постійні війни з іспанцями, в результаті яких доводилося виплачувати важку данину. За угодою 1470 Гранада зобов'язалася платити Кастилії щорічно по 20 тис. золотих дублонів. У містах емірату загострювалася міжусобиці аристократичних угруповань, що мали запеклий характер. Крім міжусобиць політико-економічного характеру, посилилися і міжетнічні чвари серед народів, що складали його населення. Згідно з дослідженнями чисельність населення емірату Гранада в XV столітті становила близько 5 млн. — це значна кількість для такої невеликої гірської території. Переважна більшість тих, кого іспанці називали маврами складали бербери — представники одного з африканських племен, підкорених арабами. Нащадки завойовників і представники династій — араби — залежали від найманців-берберів, як турецькі султани від своїх різношерстих яничарів.
Зберігалися групи романо- та арабомовних християн, численні єврейські громади (хоча багато євреїв емігрували на північ після Гранадського погрому 1066, вчиненого іберійськими мусульманами). Значна частина населення Гранади складалася з військовополонених — християн-рабів. У цьому національному конгломераті араби були особливою, вищою кастою — феодальною шляхтою. Бербери постійно підривали силу аристократії своїми інтригами, партійною боротьбою, змовами і повстаннями. В династичній боротьбі брали активну участь арагонські і кастильські королі, підтримуючи різні сторони. Ситуація час від часу погіршувалася масовим припливом біженців-мусульман з інших регіонів Іспанії, та прикордонними сутичками з іспанцями.
У 1491 році, після десятиліття переривчастої війни, відомої як Гранадська війна, емірат був змушений капітулювати перед католицькими монархами. Наступного року Мухаммад XII, останній Насрідський правитель Гранади, офіційно відмовився від свого суверенітету та віддав свої території Кастилії, зрештою переїхавши до Північної Африки у вигнанні. Це означало завершення незалежного мусульманського правління в Іберії.